# Stade Ernest-Argelès
Le stade Ernest-Argelès est un stade de rugby à XV et à XIII de 4 000 places assises situé à Blagnac dans la Haute-Garonne. 
C'est aussi, jusqu'en 2020, le stade où se jouent les rencontres de rugby à XIII à domicile du Toulouse olympique XIII qui évolue dans le championnat de rugby à XIII anglais de Championship, la division en dessous de la Super league.

## Désignation
Le stade Ernest-Argelès est situé sur le complexe sportif du Ramier de Blagnac, en bord de Garonne.
Il y accueille les matchs à domicile du Blagnac Rugby, actuellement en Fédérale 1, mais qui était en Pro D2 lors de la saison 2007-2008. Depuis 2013, le Blagnac Rugby féminin, anciennement Saint-Orens rugby féminin, y dispute ses rencontres de Top 8 féminin.
Le stade présente plusieurs avantages ; la présence de deux tribunes couvertes (Ouest Honneur et Est), une brasserie à l'entrée, des cabines pour les médias, et un parking à proximité, qui ne lui est pas propre, mais qui est celui d'un parc arboré voisin, près de l'ile de la Pécette.

## Transport
Il est desservi par la ligne de Tram T1, et la ligne de bus 70 .

## Historique
Le stade municipal des Ramiers a été baptisé stade Ernest-Argelès en hommage à Ernest Argelès, ancien président du club (Blagnac sporting club rugby) de 1948 à 1971.

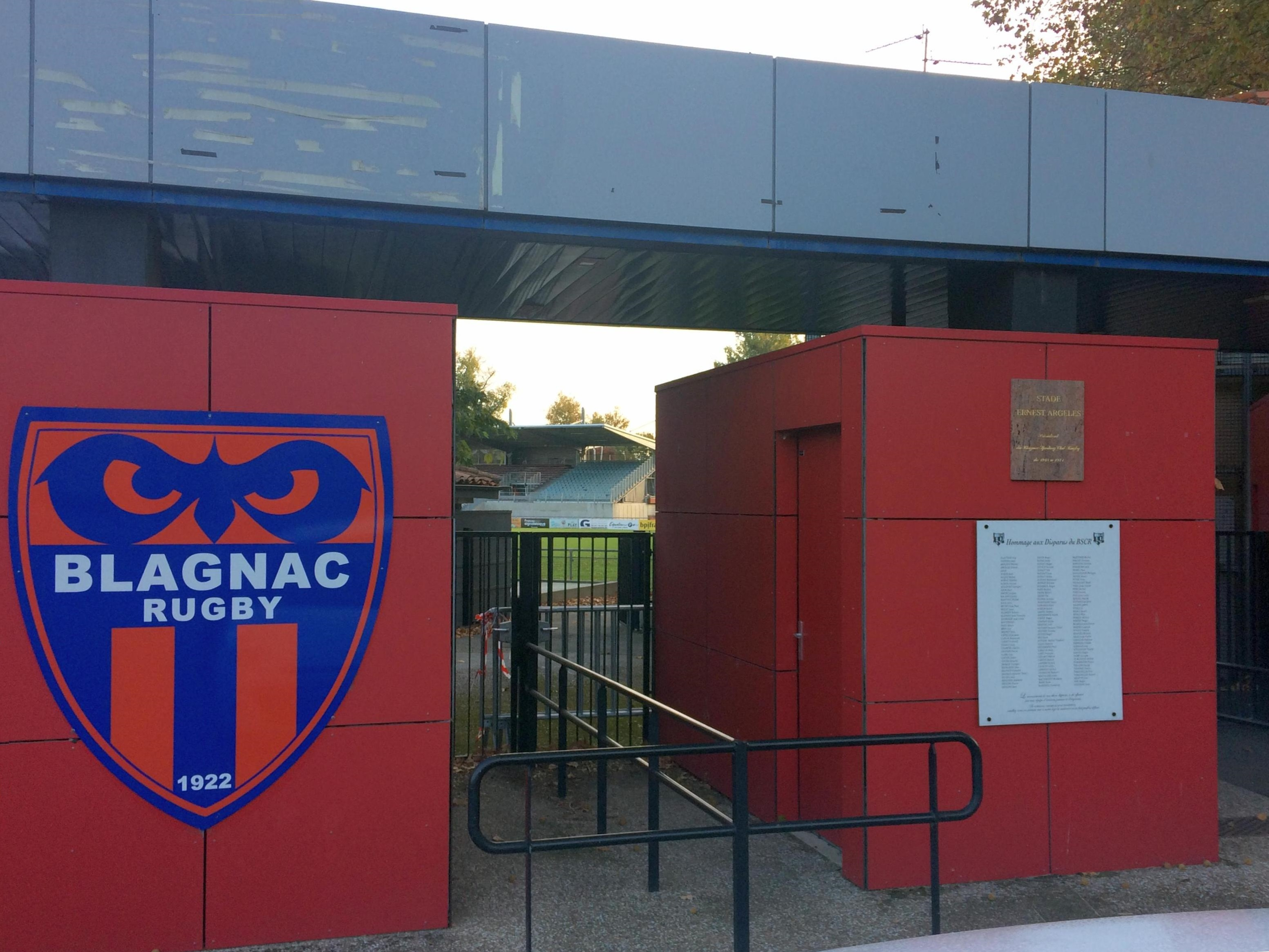
L'entrée principale.
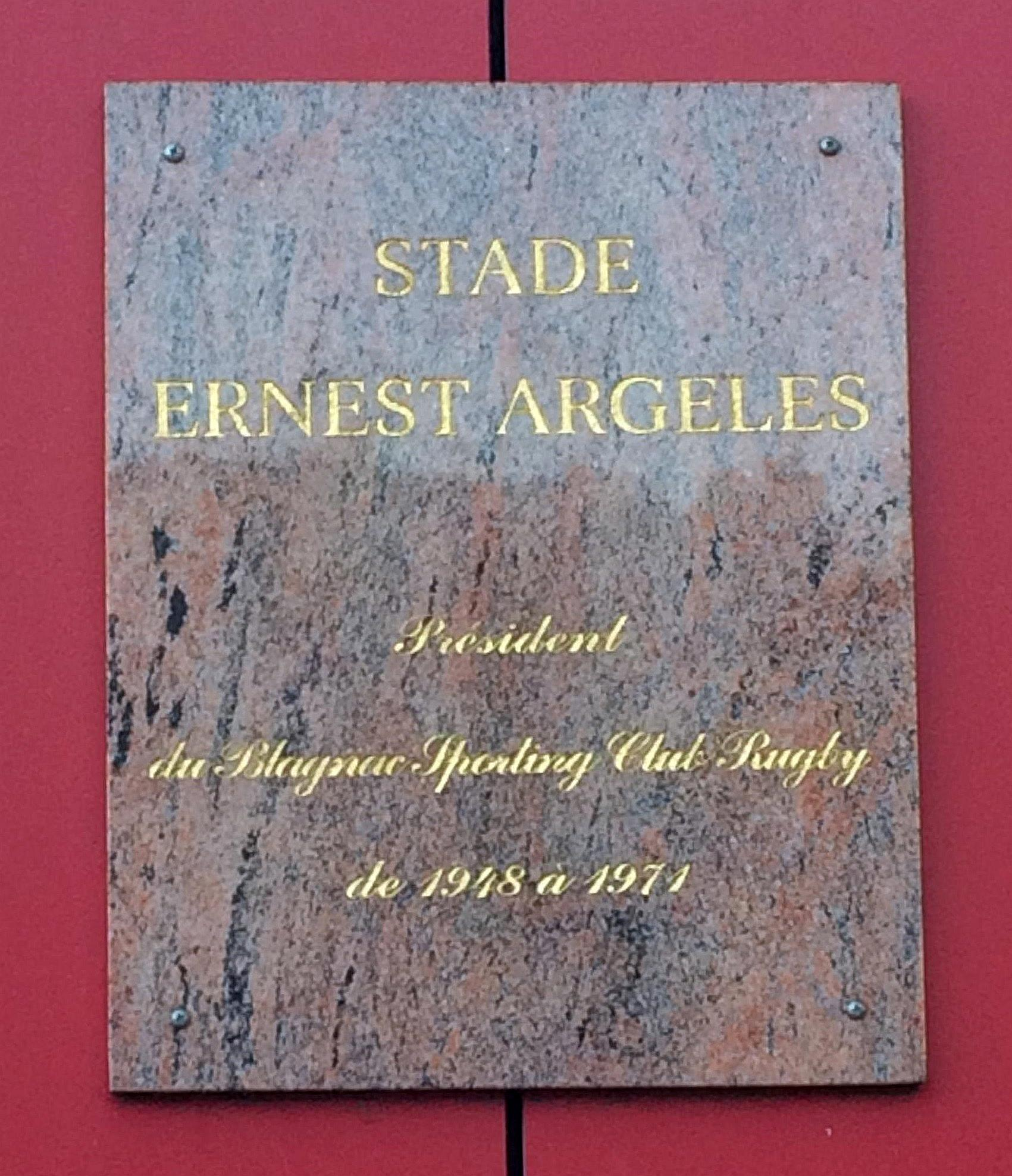
La plaque à Ernest Argelès.
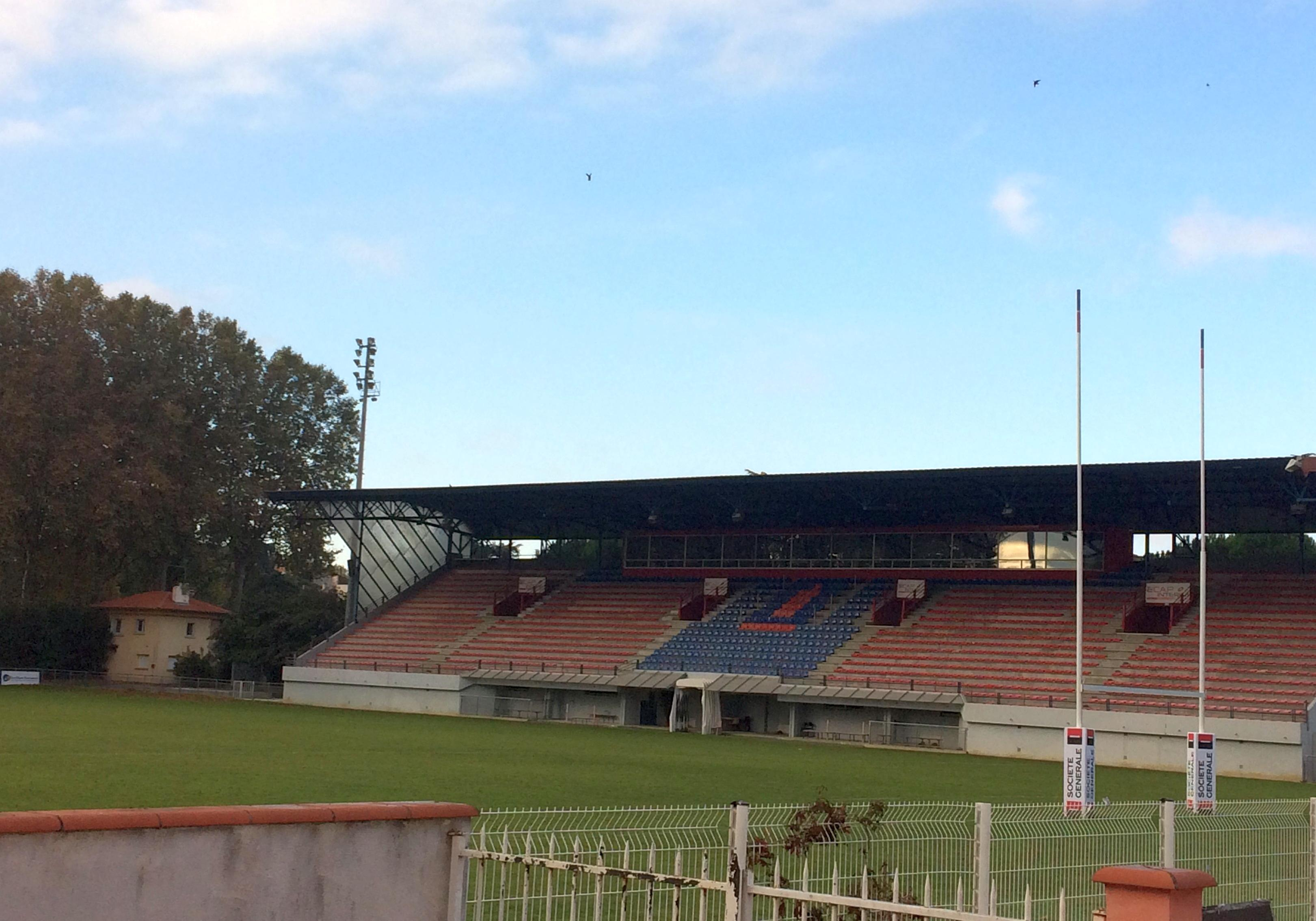
La tribune principale.

Le stade, qui héberge également le Toulouse olympique XIII, fut également le théâtre d'une première et d'un match épique : le premier match opposant deux équipes de rugby à XIII non-britanniques dans le cadre d'une compétition officielle, puisqu'il accueillit le match de Championship Toulouse- Toronto le lundi 2 avril 2018 . Les locaux ne furent en effet battus que de deux points (22-24) devant plus de 3000 spectateurs 